# Karl Eisenlohr
Karl Eisenlohr, auch Carl Eisenlohr, auch Christian Jakob Wilhelm Eisenlohr, auch Carl Christian Jakob Wilhelm Eisenlohr (* 18. April 1847 oder 11. April 1847 oder 1842 in Pforzheim; † 18. November 1896 in Funchal auf Madeira) war ein deutscher Mediziner.

## Leben

### Werdegang
Karl Eisenlohr besuchte das Gymnasium in Lahr (heute Scheffel-Gymnasium Lahr) und Karlsruhe in der Zeit von 1856 bis 1865.
Er immatrikulierte sich 1865 zu einem Medizinstudium an der Universität Freiburg im Breisgau und studierte später an der Universität Würzburg, der Universität Jena und der Universität Heidelberg; dort hörte unter anderem die Vorlesungen zur Inneren Medizin bei Nicolaus Friedreich und bei Wilhelm Erb. Er promovierte am 20. Februar 1873 in Heidelberg und bestand im selben Jahr das Staatsexamen.
Nach der erfolgreichen Beendigung seines Studiums ging er einige Zeit nach Wien, um die dortigen Kliniken zu besuchen und wurde darauf 1874 Assistenzarzt an der Medizinischen Klinik in Heidelberg unter Nicolaus Friedreich; sein Mitassistent war Friedrich Schultze, der auch seinen Nachruf in der Deutschen Zeitschrift für Nervenheilkunde verfasste.
1875 übernahm er eine Stellung als Hilfsarzt bei Carl Goldschmidt (1838–1891) am Alten Allgemeinen Krankenhaus St. Georg (heute Asklepios Klinik St. Georg) in Hamburg, bis er sich 1878 als Praktischer Arzt auf das neurologische Gebiet beschränkte; 1886 folgte er als Oberarzt Gotthard Bülau, der eine Privatpraxis eröffnet hatte. Nachdem in Hamburg-Eppendorf eine neue Anstalt (heute Universitätsklinikum Hamburg-Eppendorf) eröffnet worden war, wechselte er dorthin und wurde 1887 Oberarzt in der Inneren Abteilung.
Aufgrund eines Kehlkopf- und Lungenleidens musste er seine Tätigkeit immer wieder unterbrechen und schied am 1. Februar 1895 aus seiner Tätigkeit aus; er verstarb nach einem vierwöchentlichen Aufenthalt in Funchal auf Madeira.
Einer seiner Schüler in Eppendorf war unter anderem Alfred Sänger (1860–1921).
Nach seinem Tod wurde Max Nonne sein Nachfolger.

### Berufliches Wirken
Karl Eisenlohr verfasste zahlreiche Schriften und Aufsätze auf dem Gebiet der Inneren Medizin, die die Neuropathologie betrafen, so veröffentlichte er unter anderem eine Publikation über die Pathologie und pathologische Anatomie der Nervenentzündung sowie, gemeinsam mit Heinrich Curschmann, der Gürtelrose. Dazu lieferte er auch Studien zur syphilitischen Tabes, traumatischen Neurose (Verletzungsneurose), Landrysche Paralyse, Morvansche Krankheit, Abszesse in der Medulla oblongata sowie über Bulbärerscheinungen bei Typhus. Als einer der Ersten beschrieb er einen Fall von Ophthalmoplegia progressiva externa und finaler Bulbärparalyse mit negativem Sektionsbefund.
Weitere Veröffentlichungen beschäftigten sich mit der Diagnose des Leberechinococcus, mit der akuten und der chronischen Nierenentzündung nach ansteckenden Krankheiten in ihrem Verhältnis zueinander und die Hamburger Choleraepidemie. Er beschäftigte sich besonders mit der Hirnpathologie, und verfasste Beiträge zur Hirnlocalisation, einen Aufsatz über Vierhügelerkrankungen und die Pathologie der zentralen Kehlkopflähmung. Die letzte Schrift von 1896 betraf die Pathologie der Athetose.
Seine Schriften wurden unter anderem in der Deutschen Medizinischen Wochenschrift und im Deutschen Archiv für klinische Medizin veröffentlicht.

## Mitgliedschaften
Mehrere Jahre hindurch war Karl Eisenlohr Vorsitzender der wissenschaftlichen Sitzungen des Ärztlichen Vereins Hamburg, zu dessen Vorstand er bis zu seinem Tode gehörte.
Er war auch Mitglied des Deutschen Vereins für öffentliche Gesundheitspflege zu Karlsruhe.

## Schriften (Auswahl)
- Ein Fall von Pyopneumocardie. In: Berliner Klinische Wochenschrift, 1873, Nr. 40, S. 473 ff.
- Carbolsäure gegen Intermittens. In: Berliner Klinische Wochenschrift, 1873, Nr. 40, S. 487 ff.
- Ein Fall von Endocarditis ulcerosa mit Mikrokokkenembolien. In: Berliner Klinische Wochenschrift, 1874, Nr. 32, S. 389–391 (hathitrust.org).
- Zur Lehre von der acuten spinalen Paralyse. In: Archiv für Psychiatrie und Nervenkrankheiten, 1875, Band 5, S. 219–228 (zbmed.de).
- Ein Fall von acutem Bronchial croup bei Typhus. In: Berliner Klinische Wochenschrift, 1876, Nr. 31, S. 447–448 (hathitrust.org).
- Zur Casuistik der Tumoren der Hypophysis. In: Virchows Archiv für pathologische Anatomie und Physiologie, 1876, Band 68, S. 461–464 (books.google.de).
- Zur Pathologie der Typhuslähmungen. In: Archiv für Psychiatrie und Nervenkrankheiten, 1876, Band 6, S. 543–548 (zbmed.de).
- Zwei Fälle von lufthaltigen Abscessen zwischen Diaphragma und Leber. In: Berliner Klinische Wochenschrift, 1877, Nr. 37, S. 539–542 (hathitrust.org).
- Blut und Knochenmark bei progressiver perniciöser Anămie und bei Magencarcinom. In: Archiv für klinische Medizin, 1877, Band 20, S. 495–506 (hathitrust.org).
- Neuropathologische Beobachtungen aus dem Allgemeinen Krankenhause in Hamburg: 1. Leukämie mit multiplen Gehirnlähmungen. 2. Fall von Paralysis ascend. acut. 3. Acute Myelitis dorsalis mit Veränderungen der vorderen Wurzeln, Spinalganglien und Extremitätennerven. In: Virchows Archiv für pathologische Anatomie und Physiologie, 1878, Band 73, S. 56–89 (books.google.lu).
- Zur pathologischen Anatomie der Hinterstrangsklerose. In: Centralblatt für Nervenheilkunde, Psychiatrie und gerichtliche Psychopathologie, 1878, S. 142–146 (hathitrust.org).
- Neuropathologische Beiträge: 1. Zur Casuistik der subacuten vorderen Spinallähmung. 2. Zwei Fälle von Tetanie. In: Archiv für Psychiatrie und Nervenkrankheiten, 1878, Band 8, S. 310–332 (zbmed.de).
- Idiopathische subacute Muskellähmung und Atrophie. In: Zentralblatt für Nervenheilkunde und Psychiatrie, 1. März 1879, S. 100–102 (hathitrust.org).
- Klinische und anatomische Beiträge zur progressiven Bulbārparalyse. In: Zeitschrift für klinische Medizin, 1879, Band 1, S. 435–460; Textarchiv – Internet Archive.
- Zur pathologischen Anatomie der Chorea. In: Zentralblatt für Nervenheilkunde und Psychiatrie, 1. Februar 1880, S. 41–43 (hathitrust.org).
- Ueber acute Bulbär- und Ponsaffectionen. In: Archiv für Psychiatrie und Nervenkrankheiten, 1879, Band 9, S. 1–48 (zbmed.de); und 1880, Band 10, S. 31–47 (zbmed.de).
- Ueber einige Lähmungsformen spinalen und peripheren Ursprunges. In: Deutsches Archiv für klinische Medizin, 1880, Band 26, S. 543–576 (hathitrust.org).
- Poliomyelitis anterior subacuta cervic. circumscripta bei Erwachsenen. In: Neurologisches Centralblatt, 15. September 1882, Nr. 18, S. 409–415 (zbmed.de).
- Meningitis spinalis chron. der Cauda equina mit secundärer Rücken marksdegeneration wahrscheinlich syphilitischen Ursprungs. In: Neurologisches Centralblatt, 15. Februar 1884, Nr. 4, S. 73–81 (zbmed.de).
- Ueber progressive atrophische Lähmungen. In: Neurologisches Centralblatt, 15. Februar 1884, Nr. 4 und 15. April 1884, Nr. 8, S. 145–150 (zbmed.de) und S. 169–176 (zbmed.de).
- Zur Pathologie und pathologischen Anatomie der Neuritis und des Herpes Zoster mit Heinrich Curschmann. In: Deutsches Archiv für klinische Medizin, 1884, Band 34, S. 409–418 (hathitrust.org).
- Ein Fall von Ophthalmoplegia externa progr. und finaler Bulbärparalyse mit negativem Sectionsbefund. In: Neurologisches Centralblatt, 1. August 1887, Nr. 15, S. 337–341 (zbmed.de).
- Ueber acute Polyneuritis und verwandte Krankheitsformen mit Rücksicht auf ihr zeitliches und örtliches Auftreten. Berliner Klinische Wochenschrift, Nr. 42. 1887. S. 781–786; Textarchiv – Internet Archive.
- Vortrag: Zur Diagnostik einiger seltener Rückenmarksaffectionen. In: Deutsche medizinische Wochenschrift, 20. Januar 1887, S. 54–57; Textarchiv – Internet Archive.
- Zur Pathologie der centralen Kehlkopflähmungen. In: Archiv für Psychiatrie und Nervenkrankheiten, 1888, Band 19, S. 314–327 (zbmed.de).
- Ueber progressive Muskelatrophie / 28. Syphilitische Erkrankung der Hinterstränge des Rückenmarkes. In: Festschrift zur Eröffnung des Neuen Allgemeinen Krankenhauses in Hamburg 1889.
- Beiträge zur Lehre von der Aphasie. In: Deutsche medizinische Wochenschrift, 5. September 1889, S. 737–742; Textarchiv – Internet Archive.
- Bemerkungen über die traumatische Neurose. In: Berliner Klinische Wochenschrift, 1889, Nr. 52, S. 1128–1130; Textarchiv – Internet Archive.
- Zur Diagnose der Vierhügelerkrankungen. In: Jahrbücher der Hamburger Staatskrankenanstalten, 1889, 1. Jahrgang.
- Muskelatrophie und elektrische Erregbarkeitsveränderungen bei Hirnherden. In: Neurologisches Zentralblatt, 1. Januar 1890, S. 1–13 (zbmed.de).
- Ueber Landry’sche Paralyse. In: Deutsche medizinische Wochenschrift, 18. September 1890, S. 841–845; Textarchiv – Internet Archive.
- Ein Fall von hinter dem Colon ascendens gelegenem Abscess. In: Deutsche medizinische Wochenschrift, 30. Oktober 1890, S. 966–967; Textarchiv – Internet Archive.
- Zur Diagnose des Leberechinococcus. In: Deutsche medizinische Wochenschrift, 24. September 1891, S. 1105–1107; Textarchiv – Internet Archive.
- Beiträge zur Hirnlocalisation. In: Deutsche Zeitschrift für Nervenheilkunde, 1891, Band 1, S. 388–399; Textarchiv – Internet Archive.
- Ein Fall von acuter hämorrhagischer Encephalitis. In: Deutsche medizinische Wochenschrift, 24. November 1892, S. 1065–1066; Textarchiv – Internet Archive.
- Ueber Abscesse in der Medulla oblongata. In: Deutsche medizinische Wochenschrift, 11. Februar 1892, S. 111–113; Textarchiv – Internet Archive.
- Zur Entwicklung der Schrumpfniere aus acuter Nephritis bei Infectionskrankheiten. In: Deutsche medizinische Wochenschrift, 11. August 1892, S. 723–724; Textarchiv – Internet Archive.
- Zur Cholerabehandlung. In: Deutsche medizinische Wochenschrift, 3. November 1892, S. 1003–1004; Textarchiv – Internet Archive.
- Ueber primäre Atrophie der Magen- und Darmschleimhaut und deren Beziehung zu schwerer Anämie und Rückenmarkserkrankung. In: Deutsche medizinische Wochenschrift, 8. Dezember 1892, S. 1105–1107; Textarchiv – Internet Archive.
- Ueber einen eigenthümlichen Symptomen complex bei Abdominal typhus. In: Deutsche medizinische Wochenschrift, 9. Februar 1893, S. 122–123; Textarchiv – Internet Archive.
- Ueber einen Fall von Morvan’scher Krankheit. In: Deutsche medizinische Wochenschrift, 22. Juni 1893, S. 591–592; Textarchiv – Internet Archive.